# Iglesia católica en Canadá
La Iglesia católica canadiense, o Iglesia católica en Canadá, forma parte de la Iglesia católica mundial y tiene una estructura descentralizada, lo que significa que cada obispo diocesano es autónomo pero está bajo el liderazgo espiritual del Papa y de la Conferencia Canadiense de Obispos Católicos. A partir de 2021, cuenta con el mayor número de fieles de una confesión cristiana y de una religión en Canadá, con un 29.4% de canadienses (10.8 millones) fieles según el censo de 2021. En Canadá hay 73 diócesis y unos 7000 sacerdotes. En un domingo normal, entre el 15% y el 25% de los católicos canadienses asisten a misa (el 15% lo hace semanalmente y otro 9% mensualmente).

## Historia

### Primeros católicos en Canadá

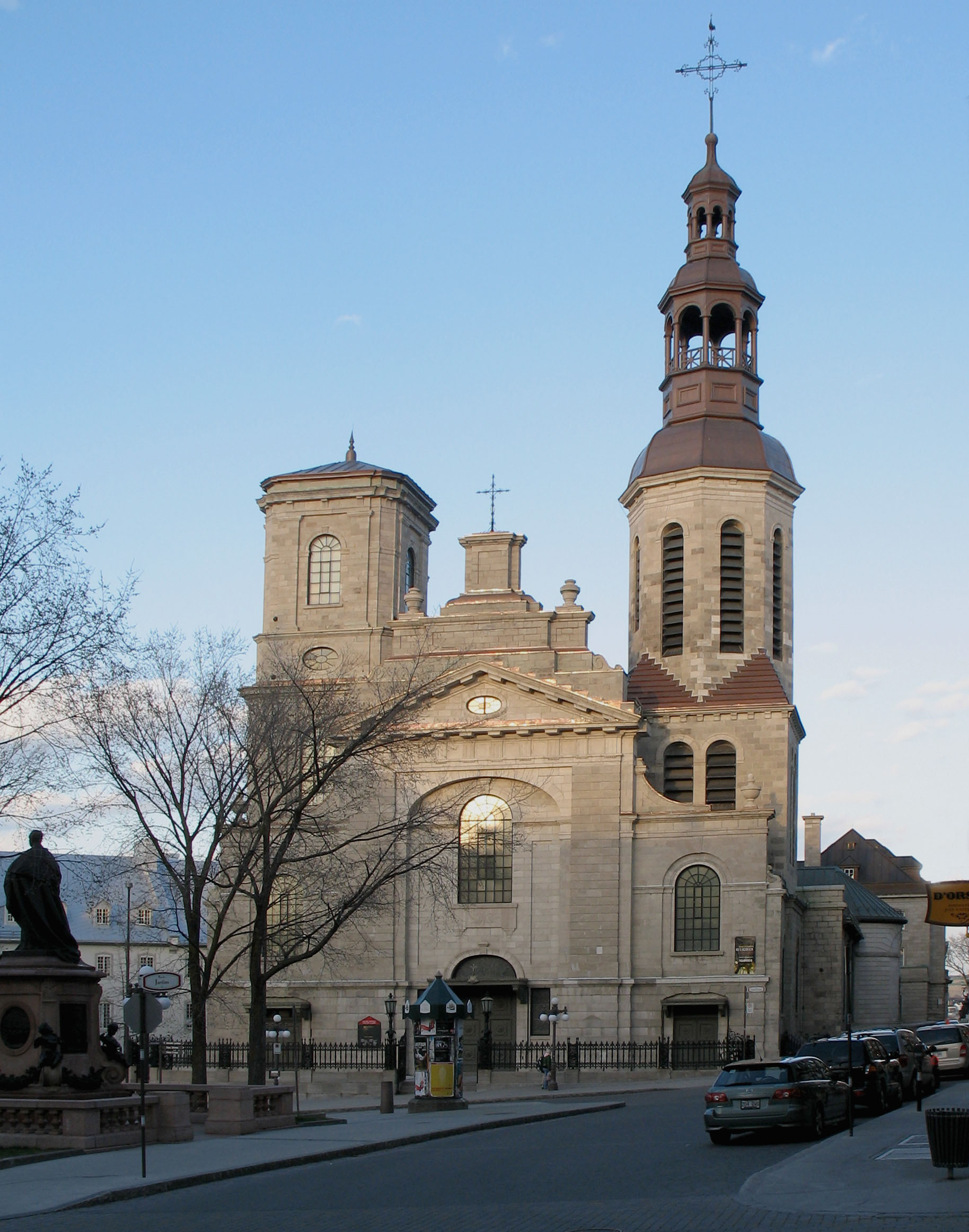
Basílica-Catedral de Notre-Dame de Quebec.

El catolicismo llegó al territorio más tarde conocido como Canadá en el año 1000, con el desembarco en L'Anse aux Meadows de Leif Ericson (cuya madre se había convertido y había llevado el catolicismo a lo que se convirtió en la diócesis de Garðar, Groenlandia), su hermana y al menos dos hermanos, según las Sagas de Vinlandia. A partir de 1013, Noruega (presumiblemente también pretendía incluir todas sus colonias, como las Orcadas, como más tarde bajo Dinamarca-Noruega), entró en unión personal con el Reino de Inglaterra, en el gobierno de Sweyn Forkbeard.
En 1497, cuando John Cabot desembarcó en la misma isla de Terranova, en la península de Avalon, enarboló los estandartes veneciano y papal y reclamó la tierra para su patrocinador, el rey Enrique VII de Inglaterra, al tiempo que reconocía la autoridad religiosa de la Iglesia católica. Una carta de John Day afirma que Cabot desembarcó el 24 de junio de 1497 y «desembarcó en un solo punto de tierra firme, cerca del lugar donde se avistó tierra por primera vez, y desembarcaron allí con un crucifijo y alzaron estandartes con las armas del Santo Padre y las del Rey de Inglaterra». En 1608, Samuel de Champlain funda la primera colonia católica en Quebec.
La labor misionera entre los pueblos indígenas comenzó a principios de la década de 1610 como condición estipulada para los proyectos de colonización del rey de Francia. El historiador Robert Choquette atribuye al sacerdote laico Jessé Fleché el mérito de ser el primero en realizar docenas de bautismos en pueblos indígenas, lo que repercutió en el panorama religioso de los mi'kma'ki. El ministerio de Jessé Fleché fue criticado por los jesuitas, que creían que Fleché se equivocaba al bautizar a neófitos sin enseñarles previamente la fe católica. En 1611, la Compañía de Jesús inició su labor misionera en Acadia. A diferencia de su predecesor, los jesuitas comenzaron su labor en Mi'kma'ki aprendiendo la lengua local y viviendo junto a los Mi'kmaq para instruirlos y convertirlos al catolicismo.
En 1620, George Calvert, primer barón de Baltimore, compró a Sir William Vaughan una extensión de tierra en Terranova y estableció una colonia, a la que llamó Avalon, en honor al legendario lugar donde se introdujo el cristianismo en Gran Bretaña. En 1627, Calvert llevó dos sacerdotes católicos a Avalon. Fue el primer ministerio católico continuo en la Norteamérica británica. A pesar de los graves conflictos religiosos de la época, Calvert garantizó el derecho de los católicos a practicar su religión sin trabas en Terranova y adoptó el novedoso principio de la tolerancia religiosa, que incluyó en la Carta de Avalon y en la posterior Carta de Maryland. La Colonia de Avalon fue así la primera jurisdicción norteamericana en practicar la tolerancia religiosa.

### Dominio británico en Canadá
Tras la conquista de Canadá en 1759, Nueva Francia se convirtió en colonia británica. Sin embargo, la Iglesia católica siguió creciendo en Canadá gracias a la flexibilidad impuesta al régimen británico en Canadá por el Tratado de París (1763) a los soberanos del Reino Unido, que permitía favorecer la protección del catolicismo y la francofonía en Canadá. Esta perspectiva histórica sigue influyendo en la sociedad canadiense actual.

### Anticatolicismo
El temor a la Iglesia católica era muy fuerte en el siglo XIX, especialmente entre los inmigrantes irlandeses presbiterianos y protestantes de todo Canadá. En 1853, los disturbios de Gavazzi dejaron 10 muertos en Quebec a raíz de la protesta de irlandeses católicos contra los discursos anticatólicos del ex monje Alessandro Gavazzi. El principal punto de conflicto fue el apoyo público a las escuelas católicas de lengua francesa. Aunque el Acuerdo de la Confederación de 1867 garantizaba el estatus de las escuelas católicas allí donde habían sido legalizadas, estallaron disputas en numerosas provincias, especialmente en la Cuestión de las Escuelas de Manitoba en la década de 1890 y en Ontario en la de 1910. En Ontario, el Reglamento 17 era una norma del Ministerio de Educación de Ontario que restringía el uso del francés como lengua de enseñanza a los dos primeros años de escolarización. El Canadá francés reaccionó con vehemencia y se resistió a la aplicación del Reglamento. Este conflicto, que en un principio tuvo su origen en cuestiones lingüísticas y culturales, se transformó en una división religiosa. En 1915, el clero de Ontario estaba dividido entre francocanadienses e irlandeses, y los irlandeses apoyaban la postura del gobierno provincial. El Papa Benedicto XV pidió a su representante canadiense que estudiara la división para restablecer la unidad de la Iglesia católica en la provincia de Ontario. El Reglamento 17 es una de las razones por las que el Canadá francés se distanció del esfuerzo bélico, ya que sus jóvenes se negaron a alistarse.
Los elementos protestantes consiguieron bloquear el crecimiento de las escuelas públicas católicas de lengua francesa. Los católicos irlandeses apoyaron en general la postura anglófona defendida por los protestantes. A pesar de ello, la enseñanza del francés en Ontario continúa hoy en día en las escuelas católicas y públicas.

## Población
La población católica en Canadá en 2011:
| Provincia                 | Número de católicos | %      |
| ------------------------- | ------------------- | ------ |
| Ontario                   | 3.948.975           | 31,2 % |
| Quebec                    | 5.766.750           | 74,5 % |
| Columbia británica        | 679.310             | 15 %   |
| Alberta                   | 850.355             | 23,8 % |
| Manitoba                  | 294.495             | 25 %   |
| Nueva Escocia             | 297.655             | 32,8 % |
| Saskatchewan              | 287.190             | 28,5 % |
| Nuevo Brunswick           | 366.000             | 49,7 % |
| Terranova y Labrador      | 181.550             | 35,8 % |
| Isla del Príncipe Eduardo | 58.880              | 42,9 % |
| Territorios del Noroeste  | 15.755              | 38,7 % |
| Yukón                     | 6.095               | 18,3 % |
| Nunavut                   | 7.580               | 23,9 % |
| Total                     | 12.728.885          | 38,7 % |

## Organización
La comunidad católica de Canadá está descentralizada, lo que significa que cada obispo diocesano es autónomo y está relacionado con la Conferencia Canadiense de Obispos Católicos (CCCB), pero no es responsable ante ella. Según la Conferencia Episcopal Canadiense, Canadá está dividido en cuatro asambleas episcopales: la Asamblea Episcopal Atlántica, la Assemblée des évêques catholiques du Québec, la Asamblea de Obispos Católicos de Ontario y la Asamblea de Obispos Católicos del Oeste. El Papa está representado en Canadá por la Nunciatura Apostólica en Canadá (Ottawa).